# Scipione
Scipione (HWV 20) - ou Publio Cornelio Scipione - est un opera seria en trois actes de Georg Friedrich Haendel. Le livret en italien est de Paolo Antonio Rolli adapté d'Antonio Salvi. Haendel composa Scipione pendant le même temps qu'il composait un autre opéra intitulé Alessandro. L'intrigue est fondée sur l'histoire de Scipion l'Africain, le général romain vainqueur de Carthage. Sa marche lente est adoptée comme marche du régiment des Grenadier Guards.
La première représentation eut lieu au King's Theatre de Londres, le 12 mars 1726

## Rôles
| Rôle                                             | Tessiture    | Première, 12 mars 1726               |
| ------------------------------------------------ | ------------ | ------------------------------------ |
| Scipione, commandant en chef de l'armée romaine  | alto castrat | Antonio Baldi                        |
| Lucejo, Prince ibérique                          | alto castrat | Francesco Bernardi, alias "Senesino" |
| Lelio, Général romain                            | ténor        | Luigi Antinori                       |
| Berenice, prisonnière                            | soprano      | Francesca Cuzzoni                    |
| Armira, prisonnier                               | soprano      | Livia Constantini                    |
| Ernando, Roi des îles Baléares, père de Berenice | basse        | Giuseppe Maria Boschi                |

## Discographie
- Scipione - Derek Lee Ragin, Sandrine Piau, Doris Lamprecht, Olivier Lallouette, Vanda Tabery, Guy Flechter - Les Talens Lyriques dir. Christophe Rousset - 3 CD Aparté, Harmonia Mundi (2010)